# Megaselia giraudii
Megaselia giraudii är en tvåvingeart som först beskrevs av Egger 1862.  Megaselia giraudii ingår i släktet Megaselia, och familjen puckelflugor. Arten är reproducerande i Sverige.